# Naczynie pozawłosowate
Naczynie pozawłosowate, naczynie zawłosowate, żyłka pozawłosowata, żyłka zawłosowata, postkapilara (łac. vas postcapillare) – naczynie krwionośne znajdujące się między naczyniami włosowatymi a najmniejszymi żyłami (żyłkami). Naczynia pozawłosowate mają większą średnicę niż naczynia włosowate. Ich ściana zbudowana jest ze śródbłonka, błony podstawnej, delikatnej siatki włókien tkanki łącznej i perycytów.